# Kanton Wendhausen
Der Kanton Wendhausen bestand von 1807 bis 1813 im Distrikt Braunschweig im Departement der Oker im Königreich Westphalen und wurde durch das Königliche Decret vom 24. Dezember 1807 gebildet.

## Gemeinden
- Wendhausen (Gerichtssitz)
- Lehre
- Flechtorf mit Campen
- Beinrode
- Groß- und Klein-Brunsrode
- Waggum mit Bewenrode
- Hondelage
- Dibbesdorf mit Volkmarode
- Hordorf mit Essehof
- Wedel mit Schapen

## Einzelnachweis
1. ↑  Königliches Decret, wodurch die Eintheilung des Königreichs in acht Departements angeordnet wird. Verzeichniß der Departements, Districte, Cantons und Communen des Königreichs. In: Landschaftsverband Westfalen-Lippe (Hrsg.): Bulletin des lois du Royaume de Westphalie. Band I, Nr. 6, 1807, S. 152 f. (lwl.org [PDF; 4,9 MB; abgerufen am 30. März 2013]).

- Karte mit allen verlinkten Seiten:
- OSM |
- WikiMap